# Pedeutologie
Pedeutologie (též systematická teorie učitelské profese), z řeckých slov paideuó (vychovávám) a paideutos (vychovaný), je pedagogická disciplína jejímž hlavním předmětem zkoumání je učitel. Původně byla tato disciplína  souhrnem normativních požadavků na práci učitele. V současnosti se pedeutologie spíše zaměřuje na teorii jednotlivých pedagogických profesí, řeší kompetenci a osobnost učitelů a jejich další vzdělávání a profesní činnost.

## Postupy zkoumání
- Normativní – Cílem je zjistit, jaký by učitel ideálně měl být, aby byl ve své profesi byl úspěšný. Snaží se tedy určit ideální vzor učitele.
- Analytický – Zkoumá, jací učitelé ve skutečnosti jsou a jaké mají reálné vlastnosti. [5][6]

## Požadavky pro vykonávání učitelské profese
Odborná kvalifikace získaná studiem akreditovaného vysokoškolského magisterského programu, který odpovídá charakteru daného vyučování.
Veškeré požadavky pro vykonávání jakékoliv pedagogické profese jsou obsaženy v zákoně č. 563/2004 Sb.

### Příprava na učitelskou profesi
Budoucí učitelé se zpravidla vzdělávají na pedagogických, popřípadě jiných fakultách, které mají akreditované programy pro vzdělávání učitelů. Kvalifikaci pro vyučování odborných předmětů na středních školách mohou získat absolventi jiných vysokoškolských programů v rámci celoživotního vzdělávání.

## Zajímavosti
- Dle průzkumu Centra pro výzkum veřejného mínění z roku 2008 se na žebříčku prestiže povolání učitelé umístili na čtvrtém (učitel na základní a střední škole) a třetím místě (učitel na vysoké škole).[10]
- Den učitelů se v ČR slaví 28. března, což je den narození Jana Ámose Komenského.
- Světovým dnem učitelů je 5. říjen (vyhlášeno organizací UNESCO).